# Víctor Gómez Casanova
Víctor Osvaldo Gómez Casanova (Nació el 3 de julio de 1976 en Santo Domingo de Guzmán, República Dominicana) es un político y comunicador dominicano. Hijo del Dr. Víctor Gómez Bergés, excanciller y juez del Tribunal Constitucional de la República Dominicana, y de Carmensina Casanova.

## Primeros Estudios
Se formó  en importantes colegios y universidades de Estados Unidos, Europa y Sudamérica.

## Formación Profesional
Estudió Periodismo en el Instituto Nacional de Periodismo Prof. Salvador Pittaluga Nivar.

## Carrera como Comunicador Social
Se inició muy joven. En 1996, a los 19 años era Presentador de Noticias del Noticiario Centro Noticias del Canal 4, Radio Televisión Dominicana CERTV. Luego pasó a ser Presentador del Noticiario MUNDO VISIÓN de Color Visión Canal 9, posición que ocupó durante 9 años. Desde el año 2000 y hasta el 2012 trabajó como Analista, Comentarista, Reportero y Entrevistador del programa EL GOBIERNO DE LA MAÑANA en la emisora Z 101. Hoy es Productor del Programa EL SOL DE LA MAÑANA que se transmite diariamente por la emisora Zol 106.5FM y además produce su programa de TV, Radio e Internet VICTOR EN VIVO. Ha sido columnista de los Periódicos Hoy (República Dominicana) y Listín Diario.

## Carrera política
En el 2002 resultó elegido Presidente de la Juventud del Partido Reformista Social Cristiano y en el 2005 su Secretario General.
El 19 de mayo de 2009  ingresa al Partido Revolucionario Dominicano durante la presidencia del Ing. Miguel Vargas Maldonado . Actualmente es Diputado saliente por la Circunscripción número 2 del Distrito Nacional. Fue Presidente de la Comisión Permanente de Educación Superior, Ciencia y Tecnología de la Cámara de Diputados de la República Dominicana. Es además Vicepresidente Nacional y Secretario Nacional de Comunicaciones del Partido Revolucionario Dominicano (PRD).
El 14 de septiembre del 2016 mediante decreto 246-16 fue designado por el presidente Danilo Medina, Director Ejecutivo de la Autoridad Portuaria de la República Dominicana (APORDOM).

## Premios y reconocimientos
- Premio Nacional de la Juventud 2002 (Joven del año, 2002)
- Mejor Presentador de Noticias (Premios Casandra, 2003)
- Excelencia Académica NDI (Excelencia Académica del Instituto de Formación Política del Partido Demócrata de Estados Unidos (NDI), 2004)
- Condecoración Presidencial (Al Mérito Juvenil, 2005)
- Locutor y Analista del Año (Círculo Dominicano de Locutores, 2007)